# Hankook Tire

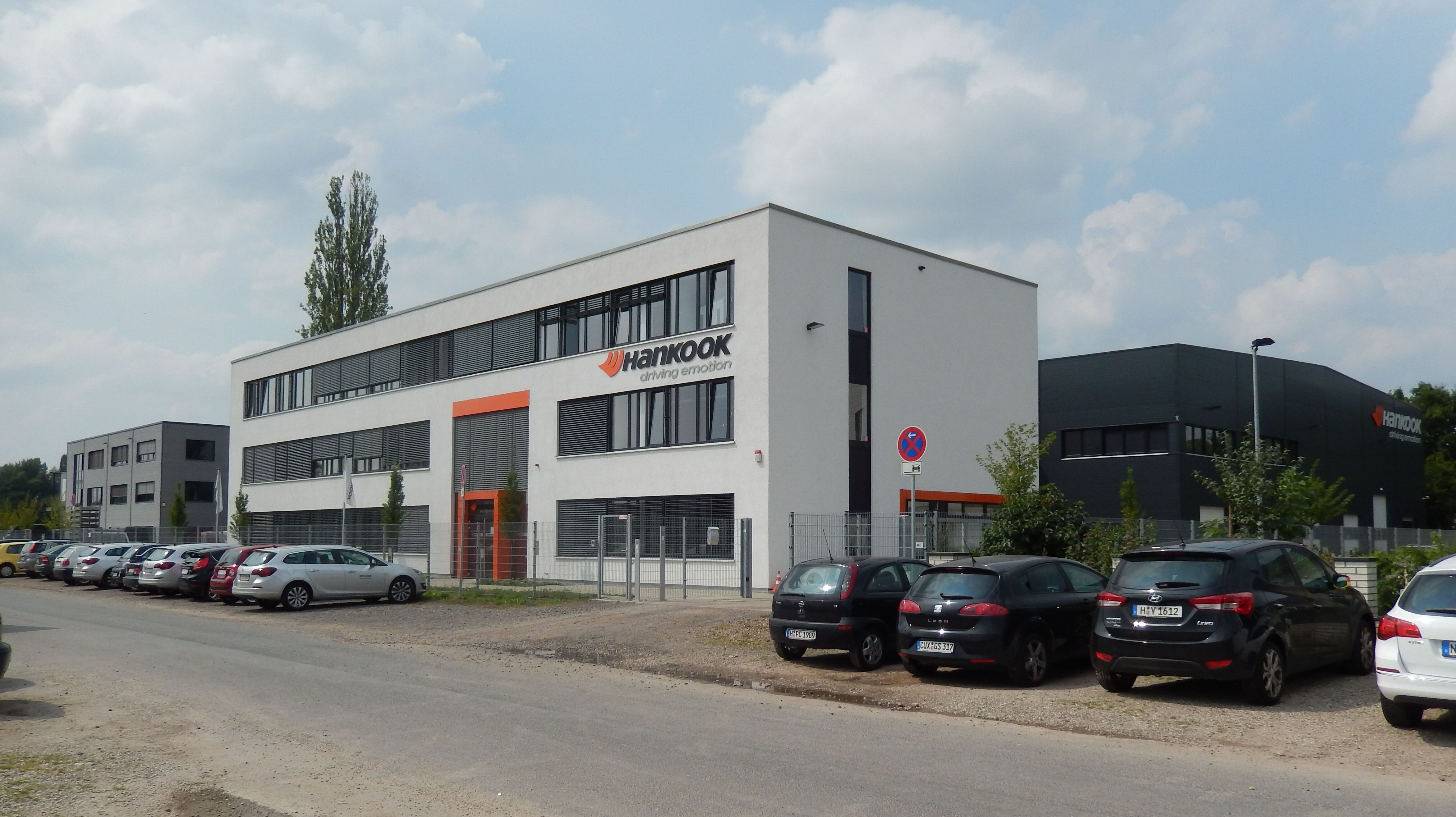
Hankook in Hannover (2014)

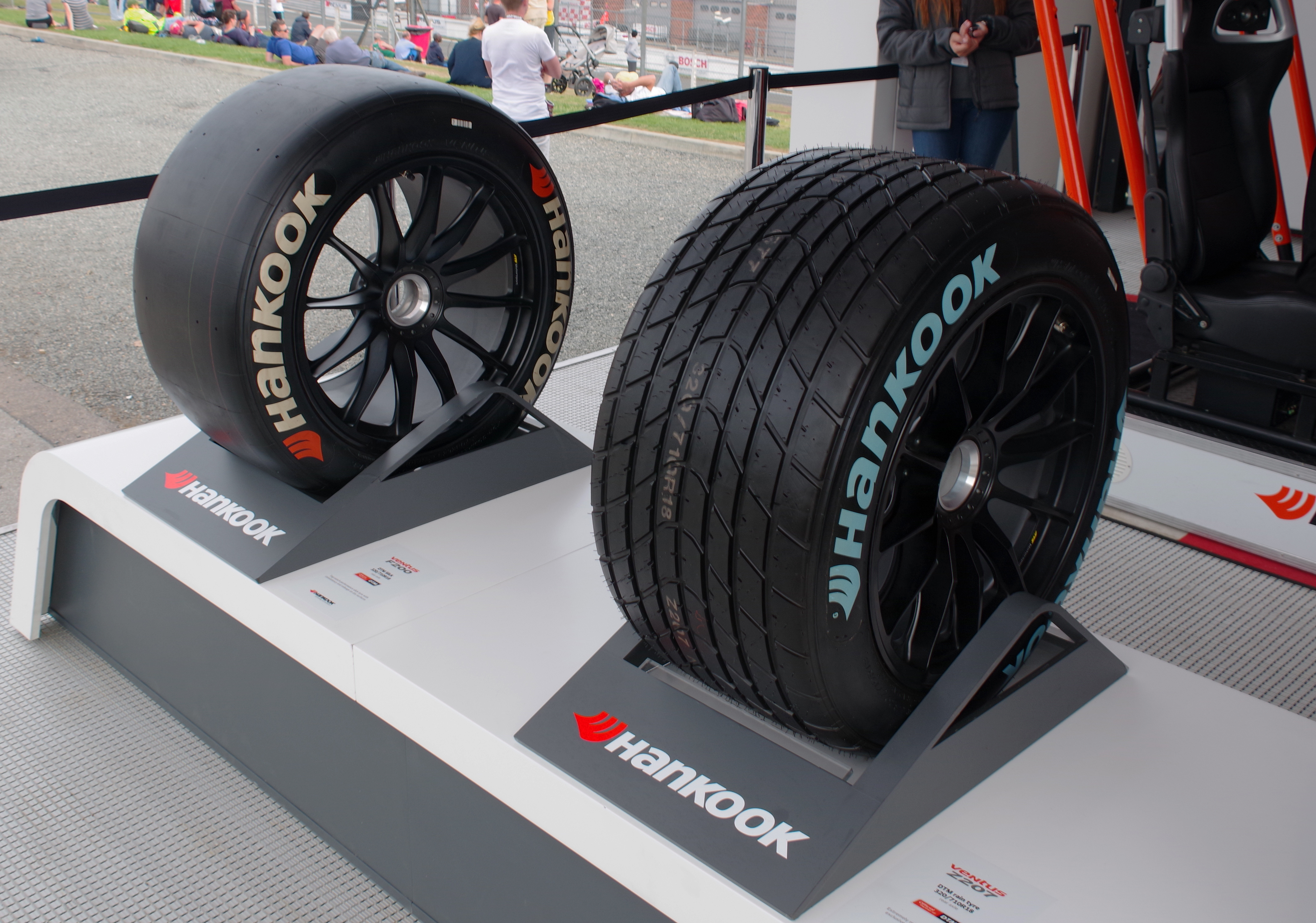
Hankook-Reifen bei einem DTM-Rennen in Brands Hatch (2018)

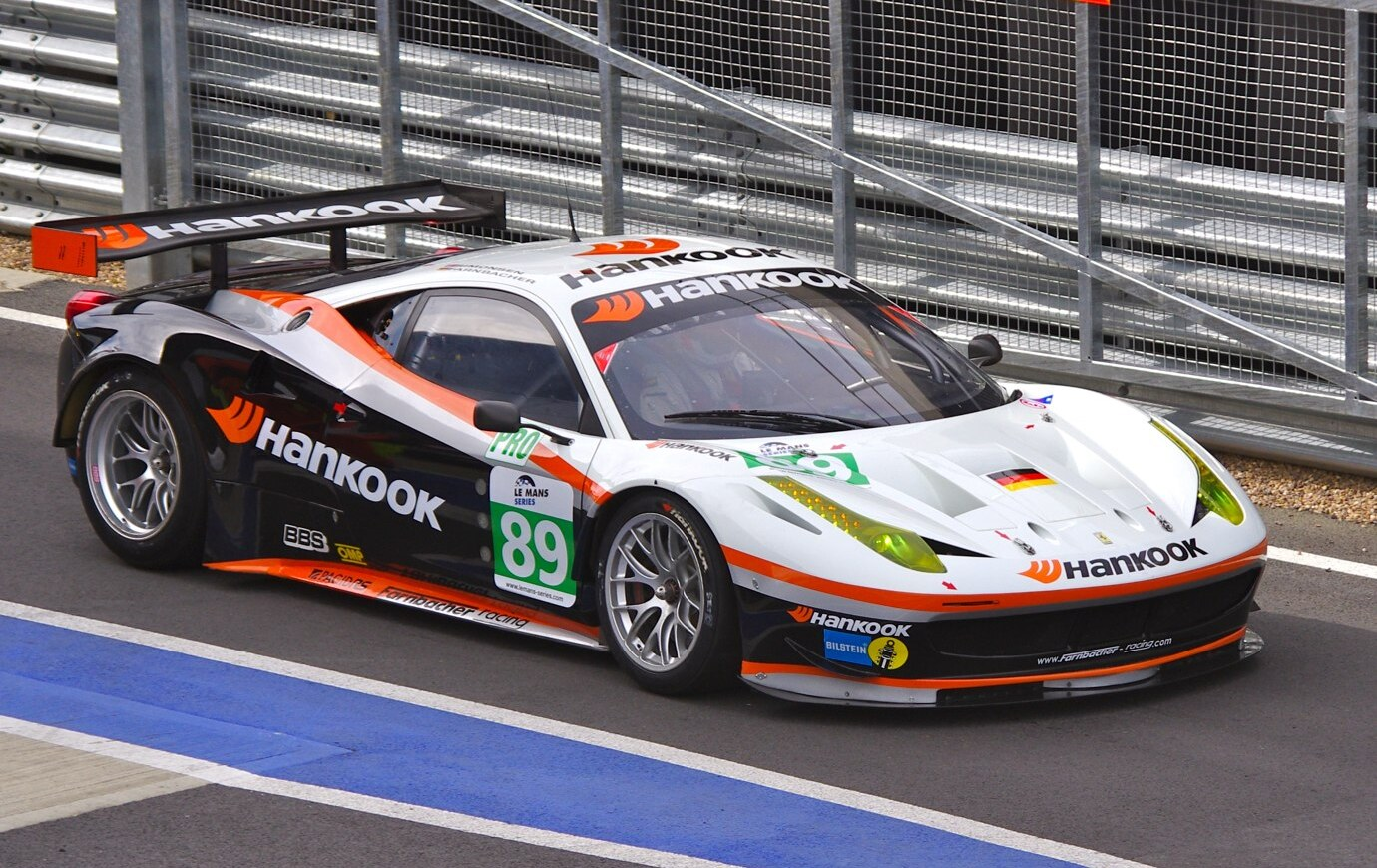
Sponsoring eines Ferrari F458 Italia von Farnbacher Racing (2011)

Hankook Tire Co. ist ein südkoreanischer Hersteller von Reifen für Pkw und Lkw. Hankook (kor. 한국) ist eine romanisierte koreanische Bezeichnung für 'Korea'. 
In einigen Ländern werden etwas abweichende Namen verwendet, beispielsweise in England Hankook Tyre und in Deutschland Hankook Reifen.
Das Unternehmen wurde 1941 als Chosun Tire Industrial co gegründet und war 2009 der siebtgrößte, 2015 der sechstgrößte Reifenhersteller der Welt, ebenso 2021. 2011 hatte Hankook fünf Werke, zwei in Korea, zwei in China und eines in Ungarn. 2013 wurde ein Werk in Indonesien (zu Beginn mit 1400 Mitarbeitern) und 2017 ein weiteres in den USA eingeweiht.
1997 eröffnete Hankook ein Entwicklungszentrum in Hannover. Hankook war oder ist Erstausrüster für Reifen bei BMW (Mini), seit 2003 zeitweise bei der Volkswagen-Gruppe (Golf, Bora, Audi A3, Seat Ibiza und andere), sowie weitere Marken und Hersteller wie Ford (Mondeo), Mercedes-Benz, General Motors, Volvo, Daihatsu, Mitsubishi, Hyundai und Kia. Von 2003 bis 2011 bestand zwischen Hankook und Michelin eine strategische Allianz. 2005 bot die Tochtergesellschaft Hankook & Company erstmals AGM-Starterbatterien in Korea an. Das Tochterunternehmen hat ein Forschungs- und Entwicklungszentrum und drei Fertigungsstätten.
Seit 2009 wurden die Volkswagen-Modelle Caddy, Caddy Maxi, Polo, Golf VI und Tiguan sowie Transporter, Caravelle, Multivan und California mit Hankook-Reifen aus dem ungarischen Werk in Rácalmás südlich von Budapest ausgerüstet. 2010 baute Hankook seine Produktion in Europa aus. Hankook ist seit 2012 Erstausrüster bei den BMW 3er-Modellen, im September 2013 gab die Daimler-Benz AG bekannt, die Automodelle S-Klasse und E-Klasse zusätzlich auch mit Hankook-Reifen zu bestücken. 2016 wurde Hankook auch zum Ausrüster des BMW 1er. Die Reifen werden mit 45 Ingenieuren am erweiterten Standort Langenhagen bei Hannover an den europäischen Markt angepasst. 2020 hatte das ungarische Werk 1900 Mitarbeiter. Dort werden jährlich etwa 17 Millionen Reifen hergestellt. Im Oktober 2023 erhielt das Werk die auf Grundlage der EU-Richtlinie für erneuerbare Energien (EU RED) beruhende ISCC Plus-Zertifizierung (International Sustainability & Carbon Certification) Zertifizierung. Das Werk soll bis 2027 erweitert werden.
Nach dem Ausstieg des Reifenherstellers Dunlop aus der DTM Ende 2010 ist Hankook seit 2011 alleiniger Reifenausrüster der Rennsportserie. 2016 startete Hankook in Europa die neue Marke Laufenn; sie richtet sich an preisbewusste Kunden. Hankook wurde 2016 neben Michelin, Continental und Pirelli auch Erstausrüster für das Tesla Model 3. Ende 2022 startete das Tochterunternehmen Hankook & Company mit Starterbatterien (AGM-, EFB- und MF) in Europa.
Das Jahr 2024 schloss Hankook mit dem bislang besten wirtschaftlichen Ergebnis in der Unternehmensgeschichte ab.

## Sponsoring
Hankook war und ist Sponsor für Sport- und Motorsportaktivitäten. So zum Beispiel bei der UEFA Europa League, Borussia Dortmund, Northampton Saints, Lyon Olympique Universitaire Équipe Pro (französische Rugby-Mannschaft), der DTM und der Formel-3-Euroserie. Hankook und Real Madrid haben 2016 einen Sponsorenvertrag für drei Saisons abgeschlossen und den Vertrag 2020 bis 2023 verlängert.